# Jean-Baptiste-Charles Vial
Pour les articles homonymes, voir Vial.
Jean-Baptiste-Charles Vial (Lyon, 2 juillet 1771 - Paris, 27 octobre 1837), est un auteur dramatique et écrivain français.

## Biographie
Il travaille d'abord dans le commerce puis pour éviter les événements désastreux de Lyon, s'enfuit à Paris où il se fait connaître au théâtre (1793). Au début des années 1800, il est employé au ministère des Finances, poste qu'il occupe jusqu'à sa mort.
Ses pièces ont été représentées sur les plus grandes scènes parisiennes du XIXe siècle : Comédie-Française, Théâtre du Vaudeville, Théâtre des Variétés, Théâtre de l'Opéra-Comique, etc.

## Œuvres
- L'Élève de la nature, comédie en 1 acte et en vers libres, 1794
- Une faute par amour, comédie en 1 acte et en prose, mêlée d'ariettes, 1794
- Les Avant-postes, ou l'Armistice, vaudeville anecdotique en un acte, avec Mathieu-Jean-Baptiste Nioche de Tournay, 1799
- Clémentine, ou la Belle-mère, comédie en 1 acte et en prose, mêlée d'ariettes, 1799
- Le Grand Deuil, opéra-bouffon, avec Charles-Guillaume Étienne, 1800
- Le Premier Venu, ou Six lieues de chemin, comédie en 3 actes et en prose, 1800
- Le Congé, ou la Fête du vieux soldat, divertissement en 1 acte, en prose, mêlé de vaudevilles, avec Tournay, 1802
- Aline, reine de Golconde, opéra-comique en trois actes, avec Edmond de Favières et Charles-Frédéric Kreubé, 1803
- Les Deux Jaloux, comédie en 1 acte et en prose, mêlée d'ariettes, imitée de Dufresny, 1813
- La Double Fête, à propos en quelques scènes, mêlé de couplets, avec Louis Marie Joseph Belurgey, 1818
- Le Mari et l'Amant, comédie en 1 acte, 1821
- Les Deux Mousquetaires, ou la Robe de chambre, opéra-comique en 1 acte, avec Justin Gensoul, 1824
- Lord Davenant, drame en 4 actes et en prose, avec Gensoul, 1825
- La Couronne de fleurs, vaudeville en 1 acte avec Nicolas Gersin et Gabriel de Lurieu, 1825
- Le Pensionnat de jeunes demoiselles, opéra-comique en 2 actes, 1825
- Le Mariage à l'anglaise, opéra-comique en 1 acte, avec Gensoul, 1828
- Vauban à Charleroi, comédie historique en 3 actes et en vers, avec Jacques-Antoine de Révéroni Saint-Cyr, 1829
- Danilowa, opéra-comique en trois actes, avec Paul Duport, 1830
- Le Dessert, contes en vers et poésies diverses, Paulin, 1833
- L'Élève de Presbourg, opéra-comique en 1 acte, posthume, 1844